# Derek Dougan
Alexander Derek Dougan (20 de gener de 1938 - 24 de juny de 2007) fou un futbolista nord-irlandès de la dècada de 1960.
Fou internacional amb la selecció d'Irlanda del Nord amb la que participà en la Copa del Món de futbol de 1958.
Pel que fa a clubs, defensà els colors de Distillery, Portsmouth, Blackburn Rovers, Aston Villa, Peterborough United, Leicester City i Wolverhampton Wanderers.

## Palmarès
Distillery
- Irish Cup: 1956

Wolverhampton Wanderers
- Texaco Cup: 1970
- Football League Cup: 1974

Los Angeles Wolves
- United Soccer Association: 1967

Kansas City Spurs
- NASL International Cup: 1969